# Tatort: Borowski und das verlorene Mädchen
Borowski und das verlorene Mädchen ist ein Fernsehfilm aus der Krimireihe Tatort. Der vom NDR produzierte Beitrag ist die 999. Tatort-Episode und wurde am 6. November 2016 im Ersten ausgestrahlt. Für das Ermittlerteam in Kiel, das dort als Duo ermittelt, für Klaus Borowski ist es der 27. Fall und für Sarah Brandt ist es der 11. Fall.

## Handlung
Die 17-jährige Schülerin Julia Heidhäuser ruft aufgeregt die Polizei über ihr Smartphone zur Wohnung ihrer Mitschülerin Maria und deren Tochter.
Klaus Borowski und seine Kollegin Sarah Brandt finden sie dort mit einem weinenden Baby auf dem Arm vor. Sie gibt an, dass ihre Mitschülerin Maria ermordet worden sei – von ihrem Bruder. Sie sei sich sicher, dass er es gewesen ist, weil Maria mit ihm massiv gestritten hatte. Borowski und Brandt wissen nicht so recht, ob sie Julia glauben können. Eine Leiche ist in der Wohnung nicht aufzufinden. Doch die wird am nächsten Tag im Hafenbecken gefunden. Zunächst ist noch nicht eindeutig sicher, dass es sich um Maria handelt, da das Gesicht durch die Kollision mit einer Schiffsschraube kaum noch zu erkennen ist. An ihrer Kleidung findet sich der Abdruck eines Autoreifens, und es ist zu vermuten, dass die Leiche nicht hier ins Wasser geworfen wurde. Durch ein markantes Tattoo kann sie aber eindeutig identifiziert werden.
Nachdem Nils Heidhäuser ausfindig gemacht werden kann und befragt wird, leugnet er, irgendetwas mit dem Tod von Maria zu tun zu haben. Da lediglich die Anschuldigung seiner Schwester und keine weiteren Indizien gegen ihn sprechen, bleibt er auf freiem Fuß. Sarah Brandt recherchiert in Marias Vergangenheit und findet einen Aktenvermerk, wonach Maria gegen einen Hasim Mahdi bei einem Prozess ausgesagt hatte und dieser zu einer Gefängnisstrafe verurteilt wurde. Nun ist Hasim gerade aus der Haft entlassen und in den Kreis seiner Glaubensbrüder zurückgekehrt. Als Borowski ihn dort aufsucht, um ihn zu befragen, gerät der Kommissar zwischen die Ermittlungen des Staatsschutzes, der die Moschee schon länger überwacht. Demzufolge legt ihm sein Vorgesetzter Schladitz nahe, den Fall ruhen zu lassen. Doch das kann Borowski nicht, zumal ihn auch die Hauptbelastungszeugin gegen Nils Heidhäuser in den Kreis der Islamisten führt. Julia ist dabei, zum Islam zu konvertieren. Sie ist mit ihrem Leben unzufrieden und denkt, in Allah einen Gott zu finden, der ihre Wunden heilt. Die islamistischen Frauen der Glaubensgruppe, insbesondere Amina Jaschar, helfen ihr auf diesem Weg. Amina hat Julia schon so weit beeinflusst, dass sie sich mit einem islamistischen Kämpfer verheiraten will, den sie nur über das Internet kennt. Da Borowski nicht nachlässt, den Mordfall zu ermitteln, und damit weiter in der islamistischen Gemeinde zu tun hat, erhält er Besuch vom Staatsschutz. Dieser bietet ihm an, mit Borowski zusammenzuarbeiten. Nach seinen Überwachungsaufnahmen hat Hasim Mahdi für den Zeitpunkt des Mordes an der jungen Frau ein Alibi. Borowski glaubt ihm aber nicht.
Anhand von Strömungsberechnungen kann die ungefähre Stelle bestimmt werden, an der die Leiche ins Wasser geworfen wurde. Auch werden bei der Obduktion feine Glassplitter gefunden, die zusammen mit den Reifenabdrücken auf einen Autounfall schließen lassen. So wird das in Frage kommende Gelände untersucht und in einem Waldstück weitere Spuren gefunden, die darauf schließen lassen, dass Maria hier überfahren wurde. Brandt überprüft auf gut Glück Car-Sharing-Unternehmen und wird fündig. Kathi Pelzer, eine Mitschülerin von Marie und Julia, hatte den Unfallwagen angemietet. Sie wird verhört und gibt zu, sich über Marias Provokationen so geärgert zu haben, dass sie auf sie zu gefahren war, als diese ständig vor dem Auto herumturnte und sie verhöhnte. Dann hätte sie die Leiche in den Kofferraum gepackt und sie am Ufer ins Wasser geworfen.
Noch während der Ermittlungen zu dem Mord an Maria wird plötzlich Amina Jaschar erstochen aufgefunden. Sofort schaltet sich der Verfassungsschutz wieder ein und erklärt Brandt, dass die Frau für sie gearbeitet hatte. Über sie erfuhren sie Namen und Aufenthaltsort von jungen, für den Islam rekrutierten Frauen aus Deutschland. Damit Julia  nicht wie geplant in den Nahen Osten ausreisen und sich dem IS anschließen kann, nimmt Borowski sie für eine Nacht unter Vorwand in einer Privatwohnung in Gewahrsam. Als Julia ein Gespräch von Borowski und Brandt belauscht, begreift sie, nur als Köder benutzt worden zu sein, und stellt in der Moschee den Anführer Imam Abu Abdullah und auch Hasim Mahdi zur Rede. Sie bedroht beide mit einer Waffe, die sie in Hasims Sachen gefunden hat. Als Hasim Mahdi zugibt „der Verräterin das Böse aus dem Leib geschnitten“ zu haben, schießt sie auf ihn und tötet sich anschließend aus Verzweiflung selbst.

## Hintergrund

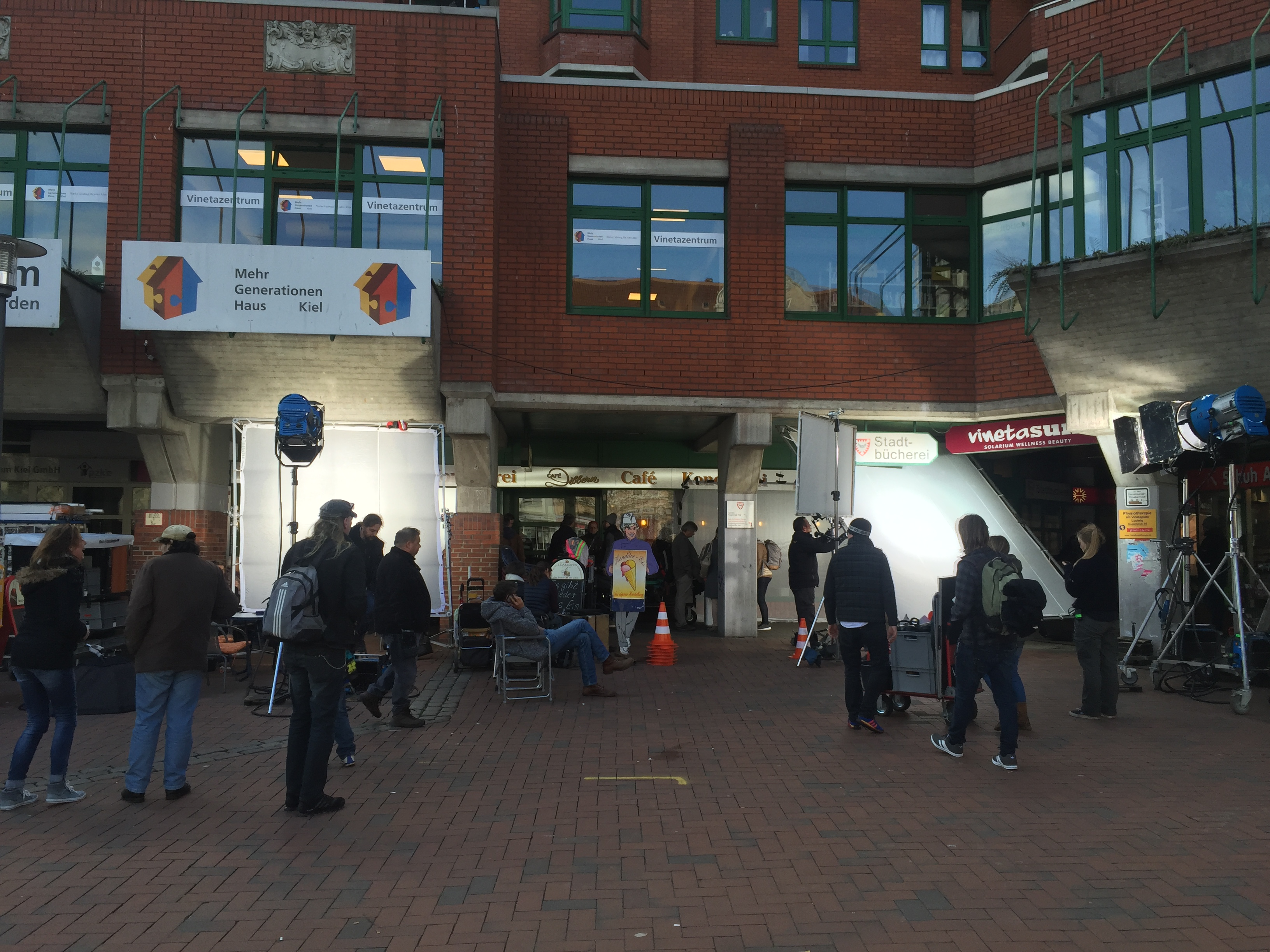
Dreharbeiten am 20. April 2016

Der Tatort wurde vom 5. April 2016 bis zum 4. Mai 2016 in Kiel unter anderem auf dem Vinetaplatz in Kiel-Gaarden  gedreht.

## Rezeption

### Einschaltquoten
Die Erstausstrahlung von Borowski und das verlorene Mädchen am 6. November 2016 wurde in Deutschland von 8,43 Millionen Zuschauern gesehen und erreichte einen Marktanteil von 18,2 % für Das Erste.

### Kritiken
Der Stern urteilt: „Der Grimme-Preisträger und Doku-Drama-Spezialist Raymond Ley […] lässt in dem fiktiven Fernsehkrimi eine dokumentarische Herangehensweise und ‚dokumentarische Farbe‘, wie er selber sagt, spüren. Kein Postkarten-Idyll, sondern nüchtern realistisch sind die Spielorte gefilmt. […] Dieser ‚Tatort‘ nimmt den Zuschauer mit in die von religiösem Fanatismus, Hass auf den Westen und Gruppenzwängen geprägte Welt der Hinterhof-Moschee - in der Frauen nichts zu sagen haben.“
Prisma sagt: „Die große Stärke dieses Tatorts nämlich ist es, dass er nicht inszeniert wirkt. Dass Kamera und Schnitt sich so zurückhaltend und trotzdem oft hautnah an die Protagonisten heranwagen, dass der Zuschauer sich mitten im Geschehen wähnt. Und dass er sich an ein brisantes, aktuelles Thema heranwagt, ohne sich in Klischees zu verlieren und ohne seine Glaubwürdigkeit aufs Spiel zu setzen. Dazu kommen Akteure wie Mala Emde oder Sithembile Menck, die Lay aufspielen lässt, denen er Platz einräumt, um sich zu entfalten. Und ein Drehbuch, das klug aufgebaut ist, das mit dem Innen und Außen der Figuren spielt, mit unseren Sympathien, das den kühlen Borowski den Ängsten dieser Julia gegenüberstellt, die Methoden der Ermittlungsarbeit den Methoden der islamistischen Manipulation. Er lässt all diese Protagonisten ein Spiel spielen, das nur in der Katastrophe enden kann.“
Neue Zürcher Zeitung: „Wenn diese «Tatort»-Episode eines besonders gut zeigt, dann dies: wie gross das Bedürfnis werden kann, ein inneres Vakuum zu schliessen, wie verletzlich es macht und dass diese Sehnsucht auf lebensgefährliches Territorium führen kann.“

„Die Dialoge mit der Mutter sind extrem hölzern, der Dreh Richtung Verfassungsschutz wirkt konstruiert. Am Anfang haben Kommissar Borowski […] und Kollegin Brandt […] nur den Mord an einer Mitschülerin der Konvertitin aufzuklären, am Ende geht es um Kompetenzrangeleien mit dem Verfassungsschutz.“

„Wie so oft, wenn die Kieler Ermittler nicht von Autor Sascha Arango geführt werden, bleiben sie blasser als gewohnt und wirken ihrerseits verloren. Dieser Kieler Tatort erinnert trotz Möwenschreierei an Folgen aus dem Stuttgarter Binnenland: Relevanz erheblich, Krimihandlung so mittelgut.“